# Мониторы типа «Хамбер»
Мониторы типа «Хамбер» (англ. Humber class monitors) — британские мониторы времён Первой мировой войны, построенные в количестве трёх. Несли службу во флоте Великобритании (как в речных флотилиях, так и в береговой охране). Прошли всю Первую мировую войну, были проданы в 1919 году и пущены на слом.

## Строительство
Заказаны Бразилией как тип «Жавари». Бразильцы планировали использовать мониторы на Амазонке и её притоках. На верфях «Виккерс Лимитед» (Ньюкасл-апон-Тайн) все три корабля были построены и в 1913 году спущены на воду. Впрочем, бразильское правительство уже после спуска кораблей уведомило строителя о нехватке денежных средств для покупки кораблей. Компания попыталась найти покупателя для кораблей, но в дело вмешалось правительство Великобритании: оно приобрело все три корабля за 155 тысяч фунтов стерлингов каждый. Сделано это было для того, чтобы предотвратить передачу кораблей во флот Германии (нейтральные страны могли купить мониторы и затем перепродать их немцам). В Королевском флоте мониторы назвали «Хамбер», «Мерси» и «Северн».

## Служба
Корабли состояли в Дуврской эскадре мониторов накануне войны. В пограничных сражениях 1914 года состоялось боевое крещение кораблей: под командованием контр-адмирала Хораса Худа они обстреливали немецкие батареи. «Мерси» и «Северн» были оснащены одиночными 6-дюймовыми орудиями Mk VII, которые были ещё у броненосца «Монтегью», а у «Хамбера» была целая башенная артустановка с этими орудиями. В начале 1915 года «Мерси» и «Северн» направились в Германскую Восточную Африку, где в дельте реки Руфиджи потопили немецкий бронепалубный крейсер «Кёнигсберг» с дальней дистанции при поддержке самолётов-разведчиков. До конца войны они продолжали нести свою службу: «Северн» остался в Восточной Африке и продолжал обстреливать немецкие позиции там, а «Хамбер» и «Мерси» участвовали в прибрежной бомбардировке Бельгии. После войны в 1920 и 1921 годах «Мерси» и «Северн» были пущены на слом.

### Интервенция в Россию
«Хамбер» 20 мая 1919 года покинул Девонпорт после переоборудования, направляясь в Мурманск для усиления высадившихся там интервентов. К началу летней кампании 1919 года перешёл в занятый интервентами Архангельск, после чего принял участие в боевых действиях на Северной Двине. В сентябре 1919 года отправлен назад в Англию.
17 сентября 1920-го продан датской фирме. Новые владельцы переоборудовали монитор в плавучий кран. Известно, что в 1938-м корабль ещё был на плаву. Вероятно, что он был сдан на слом после окончания Второй мировой войны.